# Нзессо, Мадиас
Мадиас Додо Нзессо Нгаке (англ. Madias Dodo Nzesso Ngake, 20 апреля 1992, Дуала, Камерун) — камерунская и британская тяжелоатлетка. Бронзовый призёр летних Олимпийских игр 2012 года, трёхкратная чемпионка Африки 2009, 2010 и 2012 годов.

## Биография
Мадиас Нзессо родилась 20 апреля 1992 года в камерунском городе Дуала.
Трижды выигрывала золотые медали чемпионата Африки по тяжёлой атлетике в весовой категории до 75 кг. В 2009 году она подняла в сумме двоеборья 202 кг, в 2010 году — 216 (96+120) кг, в 2012 году — 225 (98+127) кг.
В 2010 году заняла 4-е место в весе до 75 кг на Играх Содружества в Дели.
В 2012 году вошла в состав сборной Камеруна на летних Олимпийских играх в Лондоне. Заняла 6-е место в весовой категории 75 кг с результатом 246 (115+131) кг. Однако в октябре-ноябре 2016 года за использование допинга были лишены медалей все призёры — Светлана Подобедова из Казахстана, Наталья Заболотная из России и Ирина Кулеша из Белоруссии. В результате Нзессо получила бронзовую награду.
В декабре 2024 года в Манаме, на чемпионате мира, уже под флагом Великобритании Мадиас выступила в весовой категории до 87 кг, где смогла завоевать малую серебряную медаль в рывке с результатом 114 кг. По сумме двух упражнений она была восьмой (244 кг).
На чемпионате Европы 2025 года в Кишинёве завоевала малую бронзовую медаль в упражнении "толчок" в весовой категории до 87 кг с результатом 130 кг. В упражнении "рывок" сорвала все три подхода и не смогла зафиксировать результат.